# Eternidad (álbum)
Eternidad es el primer álbum de estudio de la cantante chilena Nicole Natalino, en solitario. Lanzado el 4 de diciembre del 2008 bajo el nombre de Nico tras dos años apartada de la música. A diferencia de sus discos anteriores con Kudai Nico quiso poner “algo positivo” a este disco. Algo que se aleja a los problemas en torno a la adolescencia del álbum Vuelo (2004) y del estilo emo depresivo de Sobrevive (2006).
El álbum contiene 10 temas originales, compuestos por Gustavo Pinochet (Guz) y Doctor Alfa. También incluye dos versiones acústicas. Las temáticas fueron sobre la base de que le interesaba tocar a la cantante.

## Grabación
Oficialmente Nicole Natalino se había alejado de la música dos años pero estuvo un año grabando su primer disco con Guz en este disco no solo puso su voz sino fue contando más o menos lo que quería que trataran sus canciones a Guz.

"Quise participar harto de este proyecto, que a diferencia de los otros éste fuera un disco de hablar cosas propias, temas o estilos que me gustaría tocar. Yo no soy cerrada en un estilo. Quise mezclar varias cosas, y con Guz nos conectábamos", cuenta.

-¿En qué consistió tu involucramiento? 
-Más que nada quise sugerir temas, porque igual estuve alejada de la música y antes tampoco me había tomado el tiempo para componer. Entonces creo que eso es algo que necesita tiempo, no es llegar y hacer una letra. Requiere más preparación.

Además Guz, participó en la grabación de la placa dando coro e interpretando algunos instrumentos, proceso en el que también figuró el baterista de Lucybell, José Miguel Foncea además de destacados músicos de la escena local como Roberto Trujillo (bajo eléctrico).
En este disco no trabajaron para ningún sello discográfico porque según Nico los sellos estaban pasando su peor momento y ya no vendían y no serían un gran aporte, además ha dicho que le ha facilitado más las cosas "Soy independiente, lo prefiero así y me la estoy jugando por esto", dijo.
El disco fue masterizado en Capitol Records (Hollywood, California) por Ron McMaster finalmente el disco se lanzó con la etiqueta de Feria Music.

## Historia
En junio de 2006 Nicole Natalino se había salido del grupo Kudai en pleno apogeo internacional, luego de aquello Nicole decidió volver con su familia retomar los estudios para sacar una carrera en la universidad dejando de lado todo con respecto a la música, sin embargo hizo algunas incursiones en el circuito musical pero nada más como participar en el proyecto de Guz Sum proyecto que hizo Guz al dejar también Kudai.
Pero nunca pudo estar lejos de la música entonces decide grabar su primer disco solista en compañía del exproductor de su antiguo grupo y amigo Guz de hecho él la convenció de volver a la música: 

"Cuando recién me salí de Kudai yo dije no, a esta cuestión no voy a volver en harto tiempo más, porque igual terminé súper cansada. Pero después el Guz me dijo que quería hacer un proyecto y me propuso ser artista invitada. Fuimos trabajando, fue tomando forma y de a poco me dieron ganas de volver a cantar y toda la cuestión".

El disco tardó un año y medio en ser concretado.  Nicole debutó como solista y presenta el 28 de julio de 2008 su primer sencillo "No hay más" una power ballad con tintes melancólicos y fondo esperanzador que habla de recomenzar después de haber cerrado una etapa. El tema llegó a los primeros lugares del radios nacionales, además se le nominó en Premios 40 Principales.
El 13 de noviembre del mismo año presentó su segundo sencillo "Seré" una canción pop con algunos matices roqueros que está planteada como un llamado a confiar en nosotros y en la grandeza de nuestros sueños y propósitos. Junto a esto comunicó el lanzamiento de su primer álbum como artista individual para el 4 de diciembre de ese año titulado como   “Eternidad” al respecto dijo: 

Pensé en este nombre para el disco porque rememora el concepto de la trascendencia. No importa lo que pase más adelante, lo que he hecho quedará en la historia de mi vida y quizás en la de muchas personas que gustan de mi música y de lo que hago. Al final todos somos Eternidad, dejamos nuestra huella y nuestro sello donde quiera que vayamos, somos eternos y únicos".

Lo elegí más que nada porque corresponde a uno de mis temas preferidos en este álbum, una canción lenta que tiene un mensaje positivo, además que yo traté de desarrollar este proyecto de una forma diferente a los anteriores, mucho más propositivo y alegre.

 Nico se presentó en Feria Mix en el día dicho. Cantó los dos singles de Eternidad, y más un medley con algunos éxitos de Kudai en los que ella participó. Más tarde se reunió con su fanaticada firmó autógrafos y se sacó fotografía junto con ellos.

## Lista de canciones del álbum
| N.º   | Título                  | Escritor(es)                          | Productor(es)                         | Duración |  |
| 1.    | «Seré»                  | Gustavo Pinochet · José Miguel Alfaro | Gustavo Pinochet · José Miguel Alfaro | 3:53     |  |
| 2.    | «No hay más»            | Gustavo Pinochet · José Miguel Alfaro | Gustavo Pinochet · José Miguel Alfaro | 3:56     |  |
| 3.    | «Bajo tu luz»           | Gustavo Pinochet · José Miguel Alfaro | Gustavo Pinochet · José Miguel Alfaro | 4:05     |  |
| 4.    | «Quédate en silencio»   | Gustavo Pinochet · José Miguel Alfaro | Gustavo Pinochet · José Miguel Alfaro | 3:28     |  |
| 5.    | «Volverás»              | Gustavo Pinochet · José Miguel Alfaro | Gustavo Pinochet · José Miguel Alfaro | 3:53     |  |
| 6.    | «Eternidad»             | Gustavo Pinochet · José Miguel Alfaro | Gustavo Pinochet · José Miguel Alfaro | 3:43     |  |
| 7.    | «Puedo respirar»        | Gustavo Pinochet · José Miguel Alfaro | Gustavo Pinochet · José Miguel Alfaro | 4:07     |  |
| 8.    | «Tú y yo solos»         | Gustavo Pinochet · José Miguel Alfaro | Gustavo Pinochet · José Miguel Alfaro | 3:43     |  |
| 9.    | «El tiempo dormirá»     | Gustavo Pinochet · José Miguel Alfaro | Gustavo Pinochet · José Miguel Alfaro | 3:37     |  |
| 10.   | «Dulce esfera»          | Gustavo Pinochet · José Miguel Alfaro | Gustavo Pinochet · José Miguel Alfaro | 2:59     |  |
| 11.   | «No hay más (Acústico)» | Gustavo Pinochet · José Miguel Alfaro | Gustavo Pinochet · José Miguel Alfaro | 3:41     |  |
| 12.   | «Bajo tu luz (Light)»   | Gustavo Pinochet · José Miguel Alfaro | Gustavo Pinochet · José Miguel Alfaro | 3:51     |  |
| 44:56 |                         |                                       |                                       |          |  |

## Ficha del disco
- Escrito, Compuesto, arreglado y producido por Gustavo Pinochet (Guz) y Dr. Alfa.
- Grabado en Angar 16, Guzgarden, y Estudio Foncea.
- Grabación, Edición y mezcla por Juan José Aránguiz.
- Masterizado en Capitol Records (Hollywood, California) por Robert Vosgien.
- Dr. Alfa: Guitarra acústica y eléctrica, teclados y programaciones.
- Guz: teclados, programaciones, coros.
- Ra Díaz: Bajo eléctrico.
- Cote Foncea: Batería.g
- Roberto Trujillo: Bajo eléctrico.
- Diseño de arte: Daniel Peralta.
- Andrés Decinti: Bajo.
- Samuel Barrientos: Guitarras.
- Javier Campos: Guitarras.
- Nicolás Campos: Programaciones.
- Juan José Aranjuez: Programaciones.
- Lucía Covarrubias: Voces.